# Delta Junction
Delta Junction is een plaats (city) in de Amerikaanse staat Alaska, en valt bestuurlijk gezien onder Southeast Fairbanks Census Area.

## Demografie
Bij de volkstelling in 2000 werd het aantal inwoners vastgesteld op 840.
In 2006 is het aantal inwoners door het United States Census Bureau geschat op 934, een stijging van 94 (11,2%).

## Geografie
Volgens het United States Census Bureau beslaat de plaats een oppervlakte van
44,7 km², geheel bestaande uit land.

## Plaatsen in de nabije omgeving
De onderstaande figuur toont nabijgelegen plaatsen in een straal van 64 km rond Delta Junction.